# 劉村駅
劉村駅（りゅうそんえき）は中華人民共和国江蘇省南京市雨花台区板橋街道繞城公路のそばにある、南京地下鉄S3号線の駅である。将来的には9号線も当駅に乗り入れてくる見込みとなっている。

## 駅名
駅名については、事業着手当初は南京地下鉄集団は「生態科技園駅」の仮称を用いており、開業前に駅名が「劉村駅」に決定したことが発表された。

## 駅構造

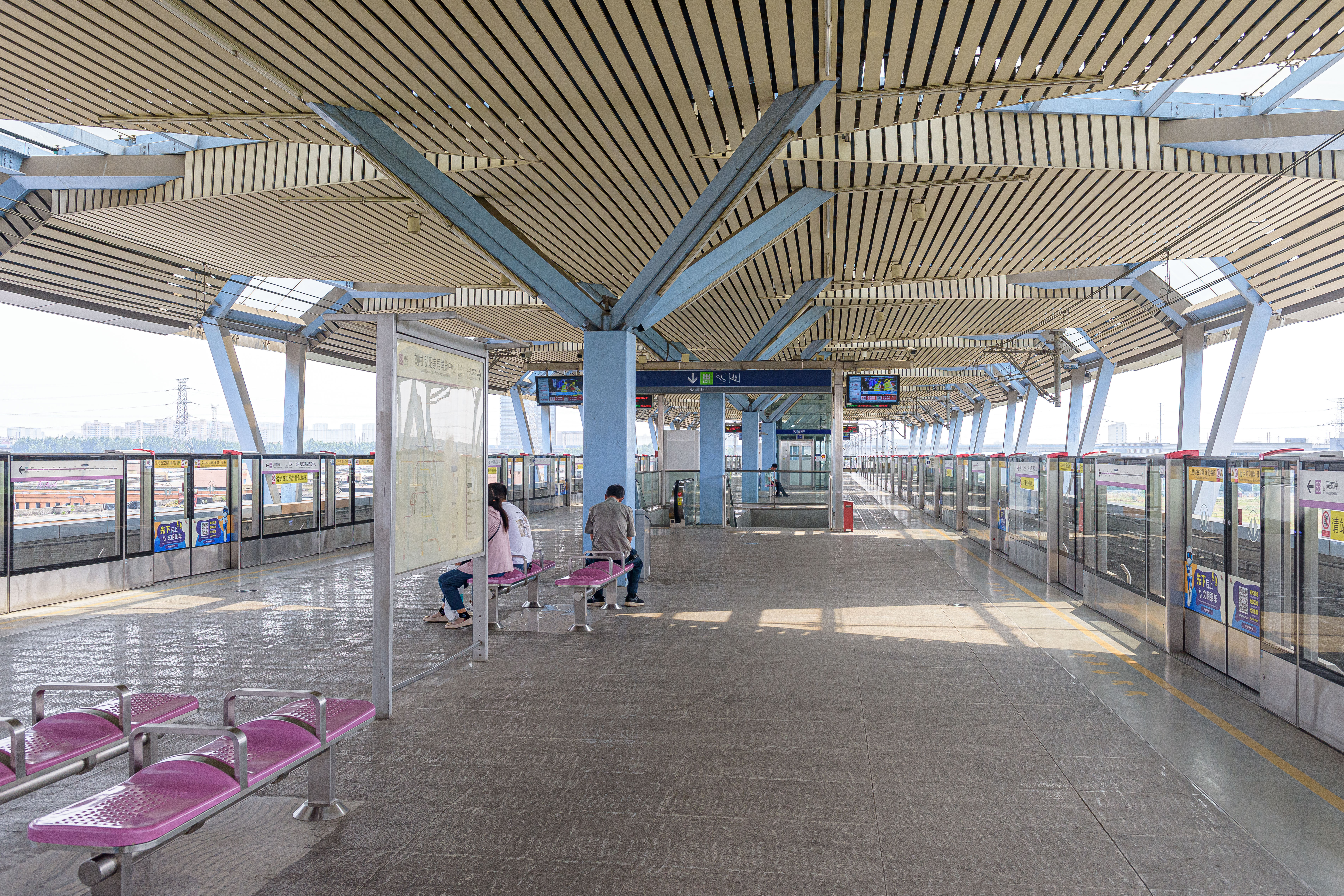
ホーム

### のりば
| 番線 | 路線             | 方面                                  | 行先          |
| ---- | ---------------- | ------------------------------------- | ------------- |
|      | 南京地下鉄9号線  | 中央門・鍾阜路・下関・白雲亭 方面     | 紅山新城 行き |
|      | 南京地下鉄S3号線 | 南京南駅・石楊路・東郊小鎮・東流 方面 | 仙林 行き     |
|      | 南京地下鉄S3号線 | 馬騾圩・蘭花塘・石磧河 方面           | 西梁山 行き   |

### 改札・出入口
- 1号出入口：
- 2号出入口：

## 駅周辺
- 弘陽装飾城

## 歴史
- 2017年12月6日南京地下鉄S3号線の駅として開業。

## 隣の駅
南京地下鉄
■9号線(未開業)
魚嘴駅 - 劉村駅 - 鳳集大道駅
■S3号線
天保駅 - 劉村駅 -　馬騾圩駅